# ウンベルト・レンツィ
ウンベルト・レンツィ（Umberto Lenzi, 1931年8月6日 - 2017年10月19日）は、イタリア出身の映画監督。

## 人物・略歴
イタリアの映画監督らしく、ハンク・マイルストン（Hank Milestone）、ハンフリー・ハンバート（Humphrey Humbert）など多数の別名を使用しながら、史劇、マフィア/ギャングもの、ヒロイックファンタジーなど、ジャンルを問わずに作品を手がけている。
特に有名なのは『怪奇!魔境の裸族』。一時期は食人族映画から離れていたが、ルッジェロ・デオダート監督『カニバル』、『食人族』に刺激されて『食人帝国』、『人喰族』などを手がけた。
ウンベルト·レンツィは1931年8月6日に、イタリアのマッサ・マリッティマ州で生まれた。 レンツィは小学生の頃から映画マニアだった。大学では法律を勉強しながら、レンツィは映画サークルを創始するなど映画にのめり込み、次第に映画監督を志し始めた。
1956年にイタリア国立映画実験センターを卒業、ピエル・パオロ・パゾリーニの作品に影響を受けた短編映画『イラガッツィ・ディ・トラステヴェレ』を卒業制作に選んだ。 また、1957年から1960年の間に雑誌や新聞の記者として働いた他、仮名を使って多くの小説を書いた。
レンツィは1958年、ギリシャで映画『ミア・イタリダ・スティン・エラダ』（VacanzeadAtene）という映画を初監督した。
1960年代のレンツィはその時代に流行していたあらゆるジャンルの映画を手掛ける、"職人監督"として活躍していた。例えば『ジェームズ・ボンド』シリーズがヒットすると『008』シリーズという模倣したスパイ映画を量産し始めた。 その後、レンツィは戦争映画や西部劇の製作に乗り出した。
1960年代初め、グァルティエロ・ヤコペッティ監督の『世界残酷物語』が世界中で大ヒットし空前のモンド映画ブームが巻き起こると、レンツィは『怪奇！魔境の裸族』を監督。低予算ながら数々の残酷描写が話題を呼んだ。本作は『食人族』や『食人族VS首刈族』などの様々なイタリア製カニバリズムムービーの"元祖"でもある。
また、ダリオ・アルジェント監督のジャーロ映画がヒットしていた頃は数本のジャーロを手掛ける。しかし、1970年代末のレンツィは殆ど犯罪ドラマに専念した。
1980年代、世界的なスプラッター映画ブームが巻き起こるとレンツィは『人喰族』と『ナイトメア・シティ』を監督した。この2本はレンツィの代表作として有名である。80年代後半には"ハンフリー・ハンバート"という変名で『ゴースト・ハウス』や『ゾンビライダー』のような低予算のホラー映画も監督した。 (後者はあまりの出来の酷さに"ハリー・カークパトリック"という偽名を使用した。)
1980年代後半に制作された他の作品はテレビ用のホラー映画が含まれている。映画は完成したものの、すぐに放送されなかった。後年、レンツィはこれらの映画をまるで劇場公開のために製作したかのように振り返り、"制作陣やスタッフ、そして自分はテレビスポンサーがホラー映画を受け入れないと考えていなかった。"と語っている。 このシリーズは2000年にイタリアで発売され、2006年にイタリアの衛星テレビで放送された。 1989年、レンツィはロバート・ギンティとチャールズ・ネイピア主演のアクション映画『コップ・ターゲット』を監督した。
1990年代、イタリアの娯楽映画産業も衰退し始めた頃にレンツィは少ない資金でブラジルで3ヵ月間、2本の映画を撮影した。1996年には『ブラック・デモンズ』と『Hunt for the Golden Scorpion』を監督した。
1992年、チャールズ・ネイピア、デヴィッド・ワーベック、デヴィッド・ブランドン主演の冒険映画『Mean Tricks』を監督した。 本作を最後に映画業界から手を引くが、2006年にバラエティーは「レンツィがイタリアで"ホラー・ベイビー"というタイトルのスラッシャー映画を撮影している。」と報道した。 ストーリーは、"窓から隣人が性的関係を持つのを見て連続殺人犯になる15歳の下半身麻痺の少女"というものだったが、結局ボツとなった。
晩年のレンツィは再び小説家として働き始め、1930年代を舞台にした一連のミステリーを書き、イタリア映画界の実在の人物を登場させた。
レンツィは2017年10月19日に亡くなった。死因は不明。現在はリド・ディ・オスティアに埋葬されている。

## 作品リスト
- 海の女王 Queen of the Seas (1961)
- 白い巨象 The Tenple of White Elephant (1963)
- サンドカン総攻撃 Sandokan the Great (1964)
- 狂った蜜蜂 Paranoia (1968)
- 激戦地 La Legione Dei Dannati (1969)
- ガラスの旅 Love Stress (1971)
- 殺意の海 A Quiet Place to Kill (1971)
- 怪奇!魔境の裸族 Il Paese del sesso selvaggio (1973)
- ミラノ殺人捜査網 Milano odia: la polizia non può sparare (1974)
- 秘録ブルース・リー物語 BRUCE LEE FIGHTS BACK FROM THE GRAVE (1978)
- 食人帝国 Mangiati vivi (1980)
- ナイトメア・シティ Incubo sulla città contaminata (1980)
- アイアン・マスター The War of Iron (1982)
- 人喰族 Cannibal Ferox (1984)
- ブリッジ・トゥ・ヘル UN PONTE PER L'INFERNO（1986）
- 地獄のウォータイム TEMPI DI GUERRA (1987)
- 炎の戦士ストライカー (1987)
- ゴーストハウス La casa 3 (1987)
- ゾンビライダー Nightmare Beach (1988)
- 殺しのヒッチャー Hitcher in the Dark (1989)
- コップ・ターゲット/狼たちの牙 Cop Target (1990)
- ブラック・デモンズ Demoni 3 (1991)